# Филиповський Василь Кузьмич
Василь Кузьмич Филиповський — радянський партійний та державний діяч, голава Мелітопольського міськвиконкому (1939—1945).

## Біографія
- У травні 1937 року вже був одним із керівників Мелітополя. Разом із наркомом шляхів сполучення Кагановичем брав участь у відкритті Мелітопольської дитячої залізниці[1].
- Був головою Мелітопольського міськвиконкому з 1939 по 1945[2]. З жовтня 1941 до жовтня 1943 року Мелітополь був окупований німецькими військами. Хоча Пилипівський і продовжував вважатися главою міста, фактичне управління Мелітополем здійснювала окупаційна влада.
- Був членом комісії з розслідування злочинів фашистських окупантів у Мелітополі[3].
- Деякий час після визволення Мелітополя був єдиною владою у місті. Саме за його ініціативою загиблі при звільненні Мелітополя солдати були поховані на вулиці Героїв України, де тепер збудовано меморіал[4].